# Persone di nome Michał
| Questa pagina contiene informazioni ricavate automaticamente dalle voci biografiche con l'ausilio del template Bio e di un bot. L'aggiornamento è periodico e automatico e ricostruisce completamente la pagina. Se manca una persona in questa lista, sei pregato di non aggiungerla, ma accertati piuttosto che la sua voce biografica contenga il template Bio e che i dati anagrafici siano correttamente compilati. Se il template Bio manca, inseriscilo tu stesso o, in alternativa, metti l'avviso {{tmp\|Bio}} che ne segnala la mancanza. Se i dati riportati sono sbagliati, correggi direttamente la voce biografica; le modifiche saranno visibili in questa lista entro pochi giorni. Per chiarimenti vedi il progetto antroponimi. La lista contiene solo le 96 persone che sono citate nell'enciclopedia e per le quali è stato implementato correttamente il template Bio. Pagina aggiornata al 16 ott 2024. |

Questa è una lista di persone presenti nell'enciclopedia che hanno il prenome Michał, suddivise per attività principale.

## Alchimisti(1)
- Michael Sendivogius, alchimista, filosofo e diplomatico polacco (Łukowica, n. 1566 - Kravaře, † 1636)

## Allenatori di calcio(2)
- Michał Matyas, allenatore di calcio e calciatore polacco (Brzozów, n. 1910 - Cracovia, † 1975)
- Michał Probierz, allenatore di calcio e ex calciatore polacco (Bytom, n. 1972)

## Allenatori di pallavolo(1)
- Michał Winiarski, allenatore di pallavolo e ex pallavolista polacco (Bydgoszcz, n. 1983)

## Astronomi(2)
- Michał Kusiak, astronomo polacco (n. 1986)
- Michał Żołnowski, astronomo polacco (n. 1975)

## Attori(1)
- Michał Żebrowski, attore polacco (Varsavia, n. 1972)

## Avvocati(1)
- Michał Pius Römer, avvocato, scienziato e politico lituano (Bagdoniškis, n. 1880 - Vilnius, † 1945)

## Calciatori(25)
- Michał Buchalik, calciatore polacco (Rybnik, n. 1989)
- Michał Chrapek, calciatore polacco (Jaworzno, n. 1992)
- Michał Gliwa, calciatore polacco (Rzeszów, n. 1988)
- Michał Helik, calciatore polacco (Chorzów, n. 1995)
- Michał Jakóbowski, calciatore polacco (Radziejów, n. 1992)
- Michał Janota, calciatore polacco (Gubin, n. 1990)
- Michał Kaput, calciatore polacco (Wyszków, n. 1998)
- Michał Karbownik, calciatore polacco (Radom, n. 2001)
- Michał Koj, calciatore polacco (Ruda Śląska, n. 1993)
- Michał Kopczyński, calciatore polacco (Zamość, n. 1992)
- Michał Kucharczyk, calciatore polacco (Varsavia, n. 1991)
- Michał Mak, calciatore polacco (Sucha Beskidzka, n. 1991)
- Michał Marcjanik, calciatore polacco (Gdynia, n. 1994)
- Michał Masłowski, calciatore polacco (Strzelin, n. 1989)
- Michał Miśkiewicz, ex calciatore polacco (Cracovia, n. 1989)
- Michał Nalepa, calciatore polacco (Wejherowo, n. 1995)
- Michał Nalepa, calciatore polacco (Chrzanów, n. 1993)
- Michał Pazdan, calciatore polacco (Cracovia, n. 1987)
- Michał Płotka, ex calciatore polacco (n. 1988)
- Michał Rakoczy, calciatore polacco (Jasło, n. 2002)
- Michał Skóraś, calciatore polacco (Jastrzębie-Zdrój, n. 2000)
- Michał Stasiak, calciatore polacco (Zduńska Wola, n. 1981)
- Michał Szromnik, calciatore polacco (Danzica, n. 1993)
- Michał Żewłakow, ex calciatore polacco (Varsavia, n. 1976)
- Michał Żyro, calciatore polacco (Varsavia, n. 1992)

## Canoisti(2)
- Michał Śliwiński, ex canoista sovietico (Dobrotvir, n. 1970)
- Michał Staniszewski, ex canoista polacco (Opoczno, n. 1973)

## Canottieri(1)
- Michał Jeliński, canottiere polacco (Gorzów Wielkopolski, n. 1980)

## Cantanti(1)
- Michał Szpak, cantante polacco (Jasło, n. 1990)

## Cestisti(6)
- Michał Chyliński, cestista polacco (Bydgoszcz, n. 1986)
- Michał Czajczyk, cestista polacco (Cracovia, n. 1915 - campo di concentramento di Flossenbürg, † 1945)
- Michał Gabiński, cestista polacco (Stalowa Wola, n. 1987)
- Michał Ignerski, ex cestista polacco (Lublino, n. 1980)
- Michał Michalak, cestista polacco (Pabianice, n. 1993)
- Michał Sokołowski, cestista polacco (Varsavia, n. 1992)

## Ciclisti su strada(3)
- Michał Kwiatkowski, ciclista su strada polacco (Chełmża, n. 1990)
- Michał Paluta, ciclista su strada polacco (Strzelce Krajeńskie, n. 1995)
- Michał Pomorski, ciclista su strada polacco (Łódź, n. 2003)

## Compositori(1)
- Michał Urbaniak, compositore polacco (Varsavia, n. 1943)

## Diplomatici(1)
- Michał Jerzy Wandalin Mniszech, diplomatico polacco (Piła, n. 1742 - Słonim, † 1806)

## Direttori della fotografia(1)
- Michał Englert, direttore della fotografia, regista e sceneggiatore polacco (Varsavia, n. 1975)

## Dirigenti sportivi(1)
- Michał Gołaś, dirigente sportivo e ex ciclista su strada polacco (Toruń, n. 1984)

## Economisti(1)
- Michał Kalecki, economista polacco (Łódź, n. 1899 - Varsavia, † 1970)

## Generali(2)
- Michał Gedeon Radziwiłł, generale polacco (Varsavia, n. 1778 - Varsavia, † 1850)
- Michał Rola-Żymierski, generale e politico polacco (Cracovia, n. 1890 - Varsavia, † 1989)

## Giocatori di calcio a 5(1)
- Michał Kubik, giocatore di calcio a 5 polacco (n. 1990)

## Militari(1)
- Michał Cwynar, militare e aviatore polacco (Orzechówka, n. 1915 - Dumfries, † 2008)

## Missionari(1)
- Michał Boym, missionario polacco (Leopoli, n. 1612 - Guangxi, † 1659)

## Musicisti(1)
- Jelonek, musicista e compositore polacco (Kielce, n. 1971)

## Nobili(4)
- Michał Zdzisław Zamoyski, nobile e politico polacco (n. 1679 - † 1735)
- Michał Kazimierz Radziwiłł, nobile e ufficiale polacco (Njasviž, n. 1625 - Bologna, † 1680)
- Michał Jerzy Poniatowski, nobile e arcivescovo cattolico polacco (Danzica, n. 1736 - Varsavia, † 1794)
- Micheł Kazimierz Pac, nobile (n. 1624 - † 1682)

## Pallamanisti(1)
- Michał Daszek, pallamanista polacco (Tczew, n. 1992)

## Pallavolisti(5)
- Michał Bąkiewicz, ex pallavolista e allenatore di pallavolo polacco (Piotrków Trybunalski, n. 1981)
- Michał Kubiak, pallavolista polacco (Wałcz, n. 1988)
- Michał Kędzierski, pallavolista polacco (Rzeszów, n. 1994)
- Michał Ruciak, pallavolista polacco (Świnoujście, n. 1983)
- Michał Łasko, pallavolista polacco (Breslavia, n. 1981)

## Pattinatori di short track(1)
- Michał Niewiński, pattinatore di short track polacco (Białystok, n. 2003)

## Pesisti(1)
- Michał Haratyk, pesista polacco (Cieszyn, n. 1992)

## Piloti di rally(1)
- Michał Kościuszko, pilota di rally polacco (Cracovia, n. 1985)

## Pittori(1)
- Michał Elwiro Andriolli, pittore e disegnatore polacco (Vilnius, n. 1836 - Nałęczów, † 1893)

## Poeti(2)
- Michał Bałucki, poeta e commediografo polacco (Cracovia, n. 1837 - Cracovia, † 1901)
- Michał Hieronim Radziwiłł, poeta polacco (Cracovia, n. 1744 - Varsavia, † 1831)

## Politici(1)
- Michał Ogiński, politico, generale e compositore polacco (Luc'k, n. 1730 - Slonim, † 1800)

## Presbiteri(5)
- Michał Heller, presbitero polacco (Tarnów, n. 1936)
- Michał Jagosz, presbitero polacco (Łodygowice, n. 1941)
- Michał Piaszczyński, presbitero polacco (Łomża, n. 1885 - Campo di concentramento di Sachsenhausen, † 1940)
- Michał Sopoćko, presbitero polacco (Nowosady, n. 1888 - Białystok, † 1975)
- Michele Tomaszek, presbitero polacco (Łękawica, n. 1958 - Pariacoto, † 1991)

## Principi(1)
- Michał Fryderyk Czartoryski, principe (Varsavia, n. 1696 - Varsavia, † 1775)

## Rapper(1)
- Mata, rapper polacco (Breslavia, n. 2000)

## Registi(1)
- Michał Waszyński, regista e sceneggiatore polacco (Kovel', n. 1904 - Madrid, † 1965)

## Religiosi(1)
- Michał Giedrojć, religioso lituano (Giedrojce, n. 1420 - Cracovia, † 1485)

## Schermidori(3)
- Michał Butkiewicz, ex schermidore polacco (Varsavia, n. 1942)
- Michał Siess, schermidore polacco (n. 1994)
- Michał Sobieraj, schermidore polacco (n. 1981)

## Scrittori(1)
- Michał Witkowski, scrittore polacco (Breslavia, n. 1975)

## Snowboarder(1)
- Michał Nowaczyk, snowboarder polacco (Łódź, n. 1996)

## Sovrani(1)
- Michele Korybut, sovrano polacco (Volinia, n. 1640 - Leopoli, † 1673)

## Speedcuber(1)
- Michał Pleskowicz, speedcuber polacco (Kętrzyn, n. 1995)

## Storici della letteratura(1)
- Michał Wiszniewski, storico della letteratura, filosofo e psicologo polacco (Lypivka, n. 1794 - Nizza, † 1865)

## Tastieristi(1)
- Michał Łapaj, tastierista polacco (Varsavia, n. 1982)

## Tennisti(1)
- Michał Przysiężny, ex tennista polacco (Głogów, n. 1984)

## Triplisti(1)
- Michał Joachimowski, triplista polacco (Żnin, n. 1950 - Bydgoszcz, † 2014)

## Vescovi cattolici(2)
- Michał Kozal, vescovo cattolico polacco (Nowy Folwark, n. 1893 - Dachau, † 1943)
- Michał Piwnicki, vescovo cattolico polacco (Volja, n. 1771 - Žytomyr, † 1845)